# روابط ایران و گامبیا
روابط ایران و گامبیا (انگلیسی: The Gambia–Iran relations) به مجموعه روابط سیاسی میان کشورهای ایران و گامبیا گفته می‌شود.

## تاریخچه
آغاز رابطه ایران و گامبیا به سال ۱۳۵۳ بازمی‌گردد. پس از انقلاب ۱۳۵۷ این رابطه چندسالی متوقف شد. در سال ۱۹۹۴ و پس از به قدرت رسیدن یحیی جامع این روابط رو بهبود نهاد. محمود احمدی‌نژاد در طول دوران ریاست جمهوری خود دو بار به گامبیا سفر کرد.

در آذر ماه ۱۳۸۹ به دنبال کشف یک محموله اسلحه منسوب به ایران در نیجریه، دولت گامبیا رابطه سیاسی خود با ایران را به حالت تعلیق درآورد.
و تمامی پروژه‌های مشترک میان دو کشور را لغو کرد. در سال ۱۴۰۳، با سفر مامادو تانگارا وزیر امور خارجه گامبیا به تهران برای شرکت در مراسم تحلیف رئیس جمهور مسعود پزشکیان دو کشور روابط مشترک را از سر گرفتند.